# 芦部晃生
芦部 晃生（あしべ こうせい、2001年4月5日 - ）は、宮城県遠田郡美里町出身のプロサッカー選手。Jリーグ・福島ユナイテッドFC所属。ポジションはフォワード、ミッドフィールダー。

## 来歴
ベガルタ仙台下部組織出身。
関東学院大学在学中の2023年9月にFC町田ゼルビアへの2024年加入と2023年の特別指定選手の登録が発表された。
2024年6月5日のYBCルヴァンカッププレーオフステージ1stレグセレッソ大阪戦で公式戦初出場を果たす。そして7月20日の横浜F・マリノス戦でリーグ初出場となった。
2025年、水戸ホーリーホックに期限付き移籍。5試合の出場だった。
2025年8月、福島ユナイテッドFCに期限付き移籍。

## 所属クラブ
- 小牛田FC（美里町立中埣小学校）[2]
- ベガルタ仙台ジュニアユース（美里町立小牛田中学校）[2]
- ベガルタ仙台ユース（仙台市立仙台商業高校）[2]
- 関東学院大学
  - 2023年9月 - 11月 FC町田ゼルビア（特別指定選手）
- 2024年 -  FC町田ゼルビア
  - 2025年 - 同年8月  水戸ホーリーホック（期限付き移籍）
  - 2025年8月 -   福島ユナイテッドFC（期限付き移籍）

## 個人成績
| 国内大会個人成績 | 国内大会個人成績 | 国内大会個人成績 | 国内大会個人成績 | 国内大会個人成績 | 国内大会個人成績 | 国内大会個人成績 | 国内大会個人成績 | 国内大会個人成績 | 国内大会個人成績 | 国内大会個人成績 | 国内大会個人成績 |
| 年度             | クラブ           | 背番号           | リーグ           | リーグ戦         | リーグ戦         | リーグ杯         | リーグ杯         | オープン杯       | オープン杯       | 期間通算         | 期間通算         |
| 年度             | クラブ           | 背番号           | リーグ           | 出場             | 得点             | 出場             | 得点             | 出場             | 得点             | 出場             | 得点             |
| 日本             | 日本             | 日本             | 日本             | リーグ戦         | リーグ戦         | リーグ杯         | リーグ杯         | 天皇杯           | 天皇杯           | 期間通算         | 期間通算         |
| ---------------- | ---------------- | ---------------- | ---------------- | ---------------- | ---------------- | ---------------- | ---------------- | ---------------- | ---------------- | ---------------- | ---------------- |
| 2024             | 町田             | 37               | J1               | 1                | 0                | 1                | 0                | 1                | 0                | 3                | 0                |
| 2025             | 水戸             | 17               | J2               | 5                | 0                | 1                | 0                | 0                | 0                | 6                | 0                |
| 2025             | 福島             | 11               | J3               |                  |                  | -                | -                | -                | -                |                  |                  |
| 通算             | 日本             | 日本             | J1               | 1                | 0                | 1                | 0                | 1                | 0                | 3                | 0                |
| 通算             | 日本             | 日本             | J2               | 5                | 0                | 1                | 0                | 0                | 0                | 6                | 0                |
| 通算             | 日本             | 日本             | J3               |                  |                  | -                | -                | -                | -                |                  |                  |
| 総通算           | 総通算           | 総通算           | 総通算           | 6                | 0                | 2                | 0                | 1                | 0                | 9                | 0                |

- 2023年は特別指定選手（出場無し）

出場歴
- Jリーグ初出場：2024年7月20日 J1第24節 横浜F・マリノス戦（国立競技場）